# Coelocerus spinosus
Coelocerus spinosus är en kräftdjursart som beskrevs av Alphonse Milne-Edwards 1875. Coelocerus spinosus ingår i släktet Coelocerus och familjen Pisidae. Inga underarter finns listade i Catalogue of Life.